# Cyperus astartodes
Cyperus astartodes är en halvgräsart som beskrevs av Karen Louise Wilson. Cyperus astartodes ingår i släktet papyrusar, och familjen halvgräs. Inga underarter finns listade i Catalogue of Life.